# Ekliptiska koordinater

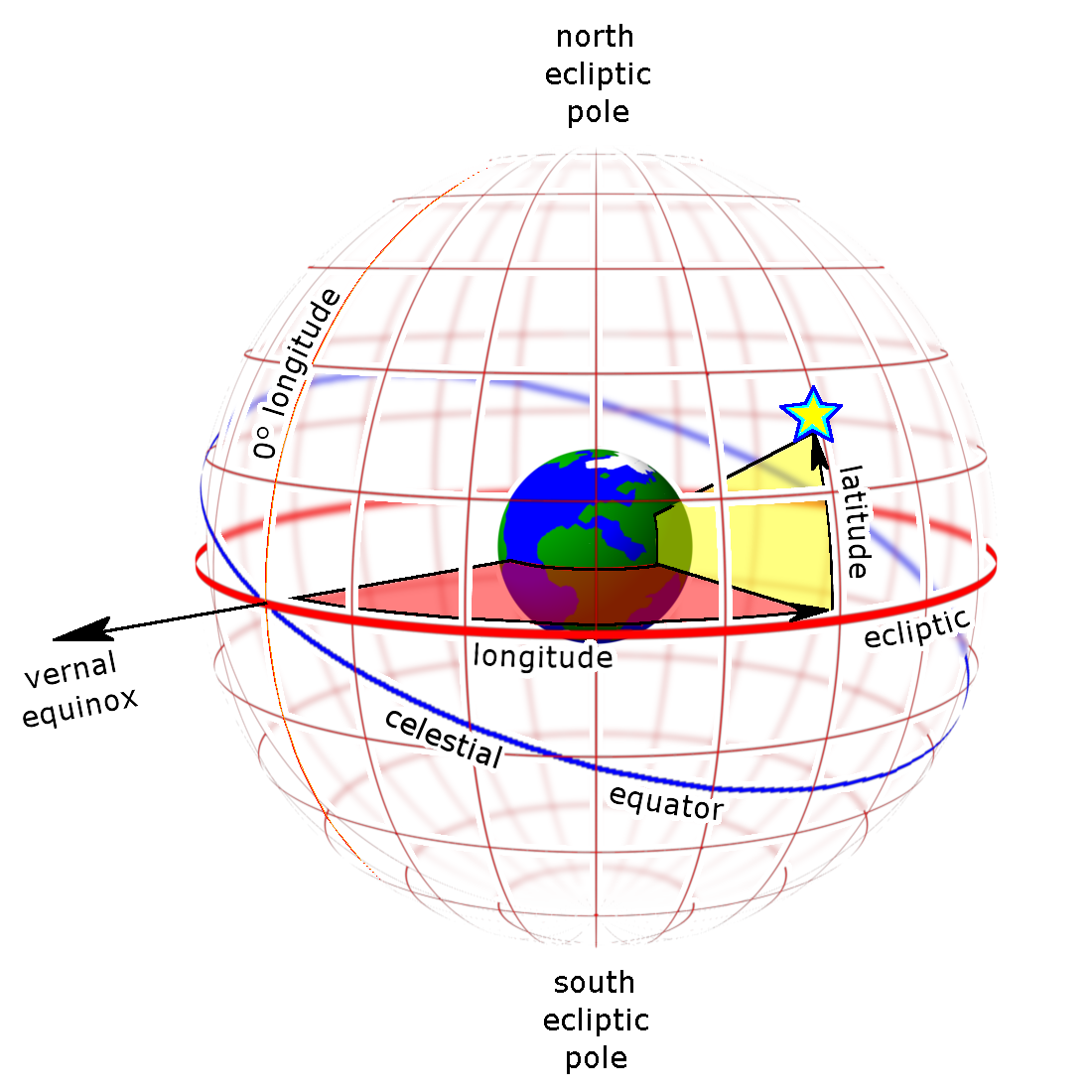
Geocentriska ekliptiska koordinater (här avbildade som sedda från en punkt utanför himmelssfären) använder ekliptikan (röd) som basplan i stället för himmelsekvatorn (blå).

Ett ekliptiskt koordinatsystem är ett astronomiskt koordinatsystem som använder ekliptikan som basplan. Koordinaterna är vanligtvis sfäriska, men användning av kartesiska koordinater förekommer också. I huvudsak två typer används:
- Geocentriska ekliptiska koordinater med origo i jordens centrum, vilka används för "rent jordiska" fenomen som beskrivning av precession och nutation, samt som mellanled vid basbyte från heliocentriska ekliptiska koordinater till geocentriska ekvatoriella koordinater. Longituden anges vanligtvis med λ och latituden med β.
- Heliocentriska ekliptiska koordinater med origo i solens centrum, vilka främst används för beräkning av planeternas (och andra kroppar i solsystemet) positioner. Longituden anges vanligtvis med l och latituden med b.

I båda systemen används vårdagjämningspunkten som referensriktning (liksom den gör för ekvatoriella koordinater): För sfäriska koordinater markerar den nollmeridianen (ekliptisk longitud 0°) och för kartesiska definierar vektorn från origo till vårdagjämningspunkten den positiva x-axeln. Eftersom vårdagjämningspunktens läge ändras med tiden måste epok anges vid användande av ekliptiska (och ekvatoriella) koordinater: antingen en fix sådan (som J2000), medelvårdagjämningspunkt för datumet (som tar hänsyn till precessionen) eller sann vårdagjämningspunkt (som även tar hänsyn till nutationen). Både sfäriska och kartesiska ekliptiska koordinatsystem är högersystem. Latituden anges med ett värde mellan +90° ("norr" om basplanet) och -90° ("söder" om basplanet. Longituden anges antingen med värden från -180° (åt "väster" från vådagjämningspunkten) och +180° ("österut" från densamma) eller som riktning åt "öster" från vårdagjämningspunkten från 0° till 360°.

## Omvandling från heliocentriska ekliptiska sfäriska koordinater till geocentriska ekliptiska/ekvatoriella sfäriska koordinater

Heliocentriska ekliptiska koordinater. Beteckningar som i artikeltexten.

Se artikeln Sfäriska koordinater för omvandlingar mellan sfäriska och kartesiska koordinater.
Omvandling från de heliocentriska ekliptiska sfäriska koordinaterna l, b, r till de geocentriska ekvatoriella sfäriska koordinaterna α (rektascension), δ (deklination), ρ eller de geocentriska ekliptiska sfäriska koordinaterna λ, β, ρ görs enklast i fyra (a+b+c+d) respektive tre (a+b+e) steg:

### a) Från heliocentriska ekliptiskasfäriskakoordinater till heliocentriska ekliptiskakartesiskakoordinater
De heliocentriska ekliptiska kartesiska koordinaterna (X, Y, Z) erhålls genom:
{\displaystyle {\begin{aligned}X&=r\cos b\cos l\\Y&=r\cos b\sin l\\Z&=r\sin b\end{aligned}}}

### b) Frånheliocentriskaekliptiska kartesiska koordinater tillgeocentriskaekliptiska kartesiska koordinater
Med jordens position uttryckt i  heliocentriska ekliptiska kartesiska koordinater som (Xe,.Ye, Ze) får vi de geocentriska ekliptiska kartesiska koordinaterna (x, y, z) genom den enkla translationen:
{\displaystyle {\begin{aligned}x&=X-X_{e}\\y&=Y-Y_{e}\\z&=Z-Z_{e}\end{aligned}}}

### c) Från geocentriskaekliptiskakartesiska koordinater till geocentriskaekvatoriellakartesiska koordinater
De geocentriska ekvatoriella kartesiska koordinaterna {\displaystyle (x',y',z')} erhålls ur de ekliptiska genom (x-axeln är densamma och origo detsamma):
{\displaystyle {\begin{aligned}x'&=x\\y'&=y\cos \epsilon +z\sin \epsilon \\z'&=y\sin \epsilon +z\cos \epsilon \end{aligned}}}
Där {\displaystyle \epsilon } är jordaxelns oblikvitet (som är densamma som vinkeln mellan ekliptikalplanet och ekvatorialplanet), sådär 23,45°.

### d) Från geocentriska ekvatoriellakartesiskakoordinater till geocentriska ekvatoriellasfäriskakoordinater
De geocentriska ekvatoriella sfäriska koordinaterna (α, δ, ρ) erhålls från de kartesiska genom:
{\displaystyle {\begin{aligned}\alpha &=\arctan \left({\frac {y'}{x'}}\right)\\\delta &=\arctan \left({\frac {z'}{\sqrt {x'^{2}+y'^{2}}}}\right)\\\rho &={\sqrt {x'^{2}+y'^{2}+z'^{2}}}\end{aligned}}}
Notera att två olika rektascensioner är lösningar till det övre uttrycket: vilken av dem ges av huruvida x'>0 (uttryckt i grader från vårdagjämningspunkten. det vill säga RA = 0h, mellan +90° och -90°, vilket motsvarar en rektascension från 18h till 6h) eller x'<0 (rektascension mellan 6h och 18h) och i fallet x'=0 av huruvida y'>0 (90° = 6h) eller y'<0 (-90° = 18h).
Och på samma sätt erhålles även:

### e) Från geocentriska ekliptiskakartesiskakoordinater till geocentriska ekliptiskasfäriskakoordinater
De geocentriska ekliptiska sfäriska koordinaterna (λ, β, ρ) erhålls från de kartesiska genom:
{\displaystyle {\begin{aligned}\lambda &=\arctan \left({\frac {y}{x}}\right)\\\beta &=\arctan \left({\frac {z}{\sqrt {x^{2}+y^{2}}}}\right)\\\rho &={\sqrt {x^{2}+y^{2}+z^{2}}}\end{aligned}}}
Med motsvarande förhållande angående longituden som för rektascensionen under d ovan.